# Свонзи
Свонзи (енгл. Swansea, вел. Abertawe) је град у Уједињеном Краљевству, у Велсу. Налази се на реци Тауи источно од полуострва Гауер. Према процени из 2007. у граду је живело 171.352 становника. По величини је други највећи град Велса после Кардифа. Свој највећи значај је достигао у 19. веку када је био познат по индустрији бакра.

## Становништво
Према процени, у граду је 2008. живело 171.352 становника.
| 1981.   | 1991.   | 2001.   |
| ------- | ------- | ------- |
| 172.433 | 171.038 | 169.880 |